# Щорчовська сільська рада
Щорчовська сільська́ ра́да (біл. Шчарчоўскі сельсавет) — адміністративно-територіальна одиниця у складі Пружанського району Берестейської області Білорусі. Адміністративний центр — село Щорчово.

## Склад
Населені пункти, що підпорядковувалися сільській раді станом на 2009 рік:
| Населений пункт | Тип  | Населення, осіб (2009) |
| --------------- | ---- | ---------------------- |
| Александровка   | село | 20                     |
| Блажки          | село | 5                      |
| Броди           | село | 154                    |
| Вишня           | село | 9                      |
| Голосятино      | село | 118                    |
| Гончарі         | село | 11                     |
| Дедовка         | село | 4                      |
| Зосин Великий   | село | 12                     |
| Зосин Малий     | село | 7                      |
| Козаки          | село | 6                      |
| Котили          | село | 9                      |
| Старуни         | село | 6                      |
| Стойли          | село | 1                      |
| Тараси          | село | 3                      |
| Хидри           | село | 10                     |
| Хитевщина       | село | 7                      |
| Чабахи          | село | 26                     |
| Щерби           | село | 40                     |
| Щорчово         | село | 419                    |

## Населення
За переписом населення Білорусі 2009 року чисельність населення сільської ради становила 867 осіб.

### Національність
Розподіл населення за рідною національністю за даними перепису 2009 року:
| Національність | Осіб | Відсоток |
| -------------- | ---- | -------- |
| білоруси       | 747  | 86,16 %  |
| українці       | 57   | 6,57 %   |
| росіяни        | 50   | 5,77 %   |
| поляки         | 9    | 1,04 %   |
| молдовани      | 2    | 0,23 %   |
| башкири        | 1    | 0,12 %   |
| абазини        | 1    | 0,12 %   |
| Разом          | 867  | 100 %    |